# Sommer-Paralympics 2012/Teilnehmer (Costa Rica)
| stlisierte Goldmedaille | stlisierte Silbermedaille | stlisierte Bronzemedaille |
| ----------------------- | ------------------------- | ------------------------- |
| —                       | —                         | —                         |

Costa Rica entsendete zwei Sportler zu den Paralympischen Sommerspielen 2012 in London. Die beiden Sportler konnten keine Medaillen gewinnen.

## Teilnehmer nach Sportart

### Leichtathletik
Männer:
- Laurens Molina Sibaja

| Athlet                | Wettbewerb   | Ergebnis | Ergebnis |
| Athlet                | Wettbewerb   | Zeit     | Rang     |
| --------------------- | ------------ | -------- | -------- |
| Laurens Molina Sibaja | Marathon T54 | 1:48:25  | 27       |

### Radsport
Männer:
- Dax Jaikel

| Athlet     | Wettbewerb          | Zeit     | Rang |
| ---------- | ------------------- | -------- | ---- |
| Dax Jaikel | Straßenrennen C4-5  | 1:59:34  | 15   |
| Dax Jaikel | Einzelzeitfahren C4 | 35:39.02 | 8    |